# 巴勒斯坦警察隊
巴勒斯坦警察隊（英語：Palestine Police Force），以色列建國後通稱託管地警察（希伯來語：‎），是英國巴勒斯坦託管地的警察部隊，於1920年7月1日設立。當日，高級專員夏拔‧森姆爵士的託管地政府從亞倫比將軍麾下接手該地區保安工作。

## 曾干預事件
- 1929年巴勒斯坦阿拉伯人暴動（「西墻暴動」）
- 1936年巴勒斯坦阿拉伯人大暴動（鎮壓大暴動（希伯來語：מבצע עוגן））
- 第二次世界大戰

## 解散
1947年聯合國分劃方案通過時，警察隊中僅英籍警員便有4,000人。
由大衛·本-古里安領導的猶太領導層於5月14日發表以色列《獨立宣言》。英國對巴勒斯坦地區的託管於1948年5月15日凌晨零時終止。許多巴勒斯坦警察隊成員隨當地其他英籍人士一同撤離。巴勒斯坦託管地警察的影響力在5月15日解散後反倒達到頂峰——大約1,400名原託管地警員在其他地方任職。例如，1948年6月英屬馬來亞宣布緊急狀態後，設立了一支由500名原巴勒斯坦警員組成的特別警察部隊。曾在馬來亞供職的巴勒斯坦警員也調往英屬肯尼亞、英屬香港及英屬坦噶尼喀（今坦桑尼亞）的警察隊。

## 向以色列警察的過渡
巴勒斯坦警察隊是以色列警察建立的基礎。建立猶太國家警隊的準備工作在以色列建國前約六個月便已開始。1948年5月9日，猶太憲報上刊發命令，規定巴勒斯坦警察隊的所有人員在託管結束後將暫時留任，除非其通常任職地點不在以色列領土內，或收到其他指示，或未能在一個月內宣誓效忠。1948年5月15日以色列國成立後，警務部長巴楚-沙洛姆·謝里特（Bachur-Shalom Sheetrit）委任葉赫茲克爾·沙哈爾（Yehezkel Sahar）為以色列首任警察總長。巴勒斯坦警察隊的數百名猶太裔警員隨後加入以色列警察。巴勒斯坦警察隊的運作程序在以色列警察中完整地保留了下來，以色列警察的制服及警銜名稱直到1958年都與巴勒斯坦警察隊相同。

## 警務總監
以下是巴勒斯坦警察隊歷任警務總監列表：
- 珀西·布拉姆利（希伯來語：פרסי בראמלי）（Percy Bramley；1920年7月—1923年3月）
- 阿瑟·馬夫羅戈達托（希伯來語：ארתור סטיבן מאברוגורדאטו）（Arthur Mavrogordato；1923年3月—1931年7月）[5]
- 羅伊·斯派塞（希伯來語：רוי_ספייסר）（R. G. B. Spicer；1931年7月—1937年11月）
- 亞倫·桑達士（Alan Saunders；1937年11月—1943年8月）
- 約翰·賴默-瓊斯（John Rymer-Jones；1943年8月—1946年3月）[1]
- 尼科爾·格雷（希伯來語：ויליאם ניקול גריי）（Nicol Gray；1946年3月—1948年5月）[1]

## 備註
1. 1 2 3 4 5 6  Sinclair, 2006.
2. ↑  . Oxford Dictionary of National Biography.   [2023-11-25] （英语）.
3. ↑  Karsh, 2003, p. 28.
4. ↑   (PDF).   [2023-11-13]. （原始内容存档 (PDF)于2022-03-13）.
5. ↑  Agreement Between Palestine and Syria and the Lebanon to Facilitate Good Neighborly Relations in Connection with Frontier Questions, The American Journal of International Law, Vol. 21, No. 4, Supplement: Official Documents (October 1927), pp. 147-151.

## 外部連結
- Palestine Police Old Comrades Association
- British Palestine Police Association （页面存档备份，存于）
- Palestine Police Flag （页面存档备份，存于）
- Medals of the State of Palestine
- Guide to collections relating to the British Mandate Palestine Police （页面存档备份，存于）, Middle East Centre Archive, St Antony’s College, Oxford.
- British Mandate Palestine Police Oral History Project （页面存档备份，存于） Middle East Centre Archive, St Antony's College, Oxford.